# Incubo (mitologia)

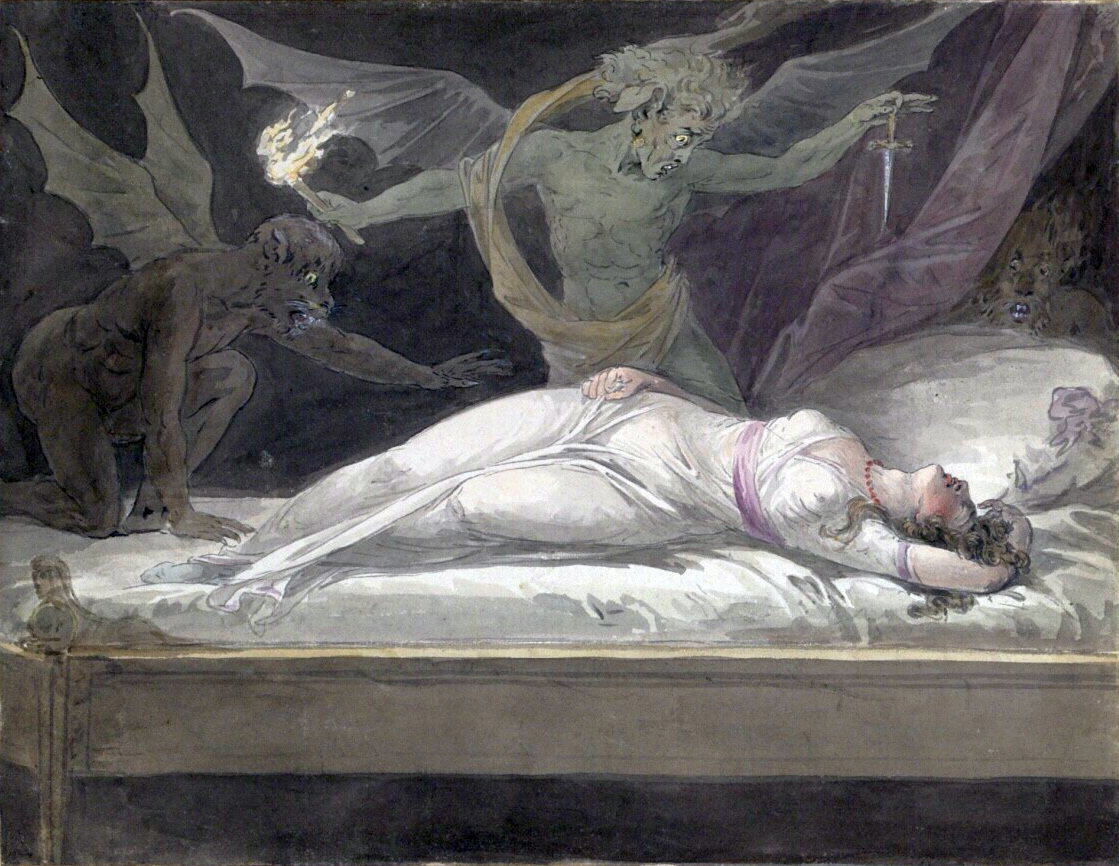
Incubo, 1870

Col termine incubo (dal latino incubare, "giacere sopra"), nella tradizione romana veniva indicata una creatura malefica di aspetto maschile che giaceva sui dormienti, dando loro un senso di soffocamento o congiungendosi carnalmente con essi.
Tale creatura trova rispondenza in figure analoghe quali l'Efialte (᾽Εϕιάλτης) nella tradizione greca, il Pahad Layla ebraico ("terrore della notte") e più divinità demoniache mesopotamiche come il sumero Irdu Lili o Lilū, la cui controparte femminile è Ardat Lili o la più nota Lilith nonché l'accadico Kiel-lillal.
Una versione femminile di questa creatura è chiamata succubo.

## Miti e testimonianze

### Tradizione romana

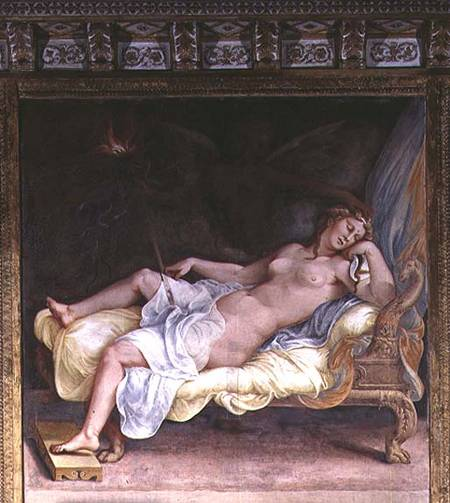
Sogno di Ecuba, affresco di Giulio Romano, XVI secolo

Indicati come una sorta di geni malefici, opprimevano la persona nel sonno, soprattutto se in uno stato febbrile e venivano reputati come causa degli incubi, del pavor nocturnus e della paralisi ipnagogica.
Le fonti, sporadiche e piuttosto tarde, le identificavano anche con divinità rurali (fauni, insieme ad altri come Fatuus, Fatuclus e Inuus), quali causa delle gravidanze indesiderate. Già la religione greca e romana considerava la possibilità che uomini eccezionali siano generati da esseri soprannaturali. Secondo Svetonio in Vite dei Cesari, Augusto sarebbe il figlio di Atia Balba Cesonia visitata nel sonno da Apollo sotto le sembianze di un serpente.
La interpretatio romana era piuttosto varia e forniva una certa varietà di fisionomie. Mentre Plinio il Vecchio nella Naturalis Historia parla del loro potere di generare incubi dopo l'accoppiamento con uomini e donne, compresi gli animali, ma poi assume un approccio medico e descrive i rimedi, offerti dalla medicina popolare, per tutelarsi da incubi ricorrenti, all'opposto Petronio nel Satyricon descrive un Incubus che perde il suo berretto conico mentre folleggiava. Colui che trovava uno di questi acquistava il potere di scoprire tesori nascosti.
Secondo i Commentarii in Somnium Scipionis di Macrobio, gli Incubi erano dei fantasmi che entravano nella mente del malcapitato nel momento di passaggio tra il sonno e il dormiveglia, mentre nel De Civitate Dei di sant'Agostino è un termine sinonimo di fauno.

### Prosecuzione del mito nel Medioevo
Gli incubi continuarono a essere presenti nelle leggende medievali dove la loro figura diventó più malvagia. L'incubo sottrae energia dalla persona con cui giace per trarne nutrimento, uccidendo la sua vittima o lasciandola quasi soffocata.
Tale demone è citato nel trattato per gli esorcismi Malleus Maleficarum e nel Daemonologie di Giacomo I d'Inghilterra.

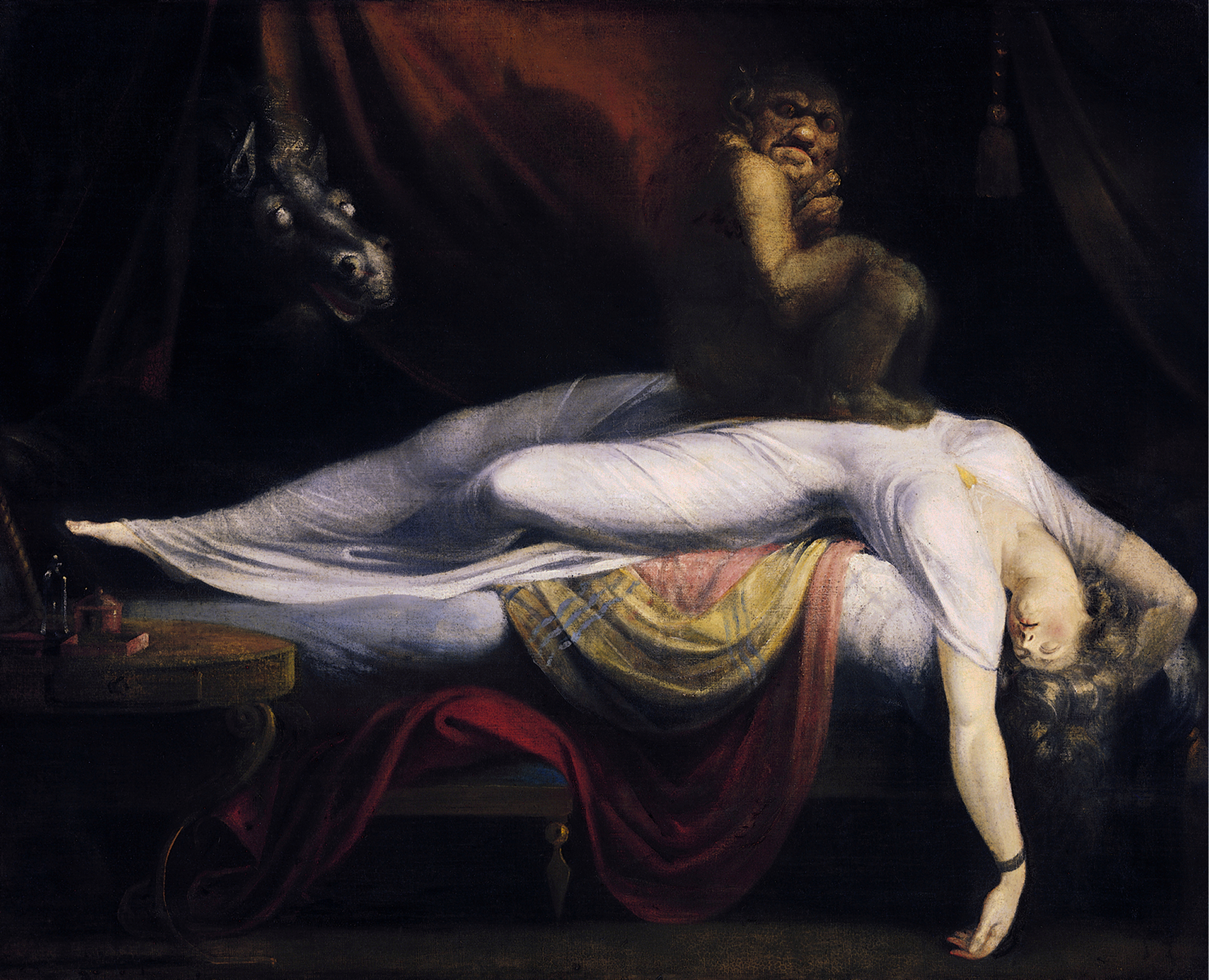
Incubo, di Johann Heinrich Füssli

### Mitologia nordica
Nella tradizione anglosassone, nel Historia Regum Britanniae il mago Merlino è descritto come figlio di una donna e di un Incubus.
Nel contesto della mitologia norrena, il poema Ynglingatal, del IX secolo, la Saga degli Ynglingar e l'Historia Norvegiæ del XIII secolo, raccontano della morte di re Vanlandi soffocato alle porte del sonno (sonno ipnopompico) a causa del peso di un Incubus inviato da una vǫlva (strega/sacerdotessa).
La stessa creatura era nota come Mahr nella tradizione germanica.

### Contesti mitologici extraeuropei
Analogamente, la paralisi del sonno è causata dai jinn in Egitto e dal demone Kanashibari (金縛り, letteralmente "legato col metallo"), in Giappone.

### Folclore italiano

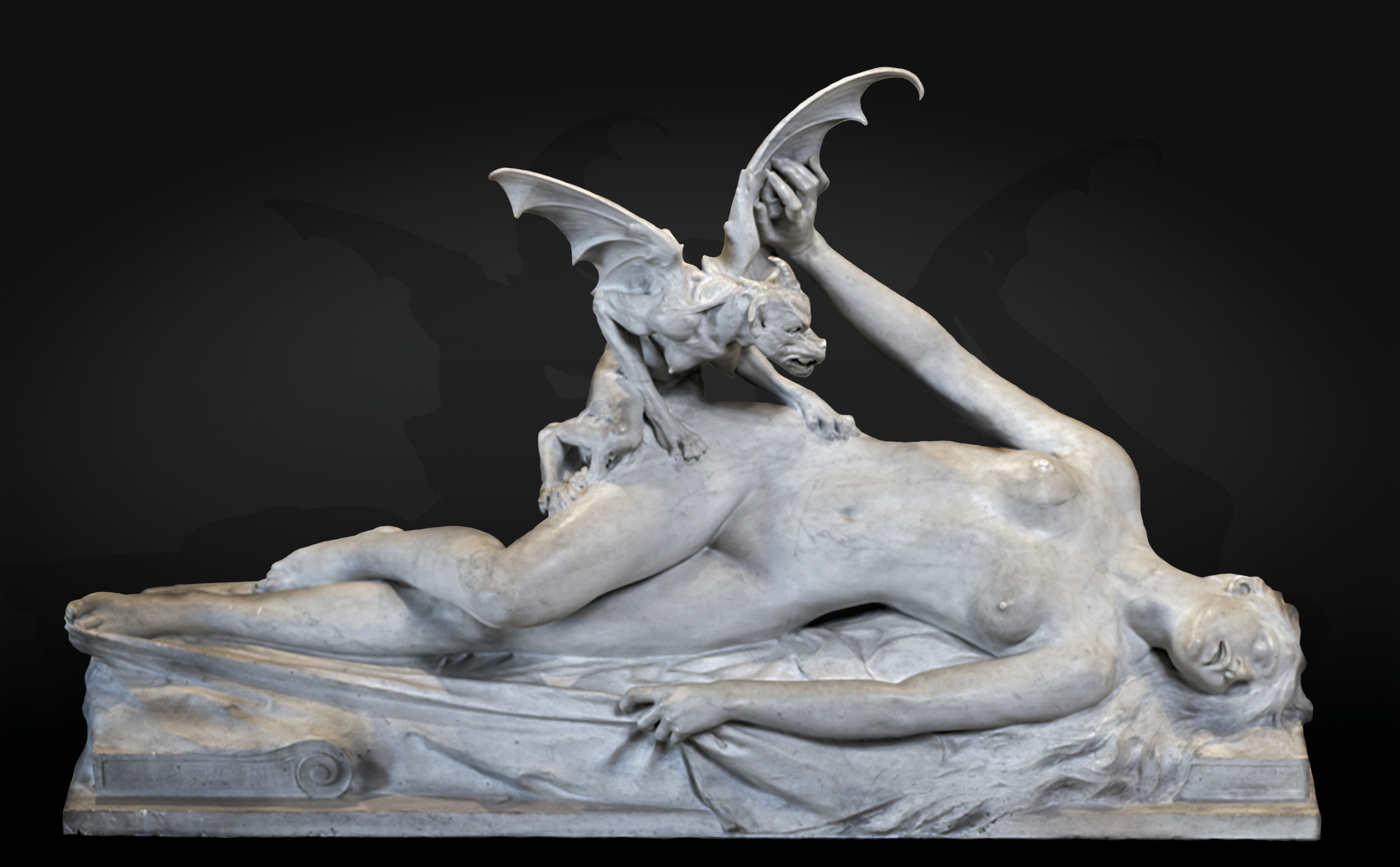
L'incubo, Eugène Thivier, 1894

Un mito anch'esso nato come tentativo di interpretazione popolare della paralisi ipnagogica è quello delle pandafeche, presente nel folclore abruzzese e marchigiano; per difendersi da esse è necessario dormire in posizione supina, posizionare una scopa accanto al letto o sistemare un sacchetto di sabbia, che le distrarrebbe costringendole a contare tutti i granelli. Un mito simile si ritrova anche nella tradizione tirolese e ladina, in cui è presente la Trud, una strega che penetra nottetempo nelle camere da letto passando per il buco della serratura, si siede sul petto delle persone e impedisce loro di respirare. In questo caso, per difendersi basterebbe farsi il segno della croce, che però risulta difficile in una situazione di paralisi. Nell'area del Beneventano, la strega che agisce in questo modo prende il nome di Janara.
In Sardegna, in tempi non troppo remoti i pastori sostenevano l'esistenza di creature notturne capaci di "disturbare" chi dorme provocando inevitabilmente incubi. A volte, secondo queste credenze, assumono l'aspetto di esseri muniti d'artigli, quindi facilmente ricollegabili come aspetto a lupi o cani di proporzioni gigantesche, analogamente all'Ammuntadore sardo (il quale capita venga raffigurato in maniere differenti e spesso discordi tra loro); altre volte, però, assumono l'aspetto di folletti  (ad es. il Laurieddhu salentino), il cui unico scopo è custodire tesori e disturbare i dormienti (generalmente sedendosi sul loro petto impedendo una respirazione regolare) che, dopo essersi dimostrati pazienti nei loro riguardi, possono entrare in possesso di immense ricchezze.

## Influenze culturali

### Arte

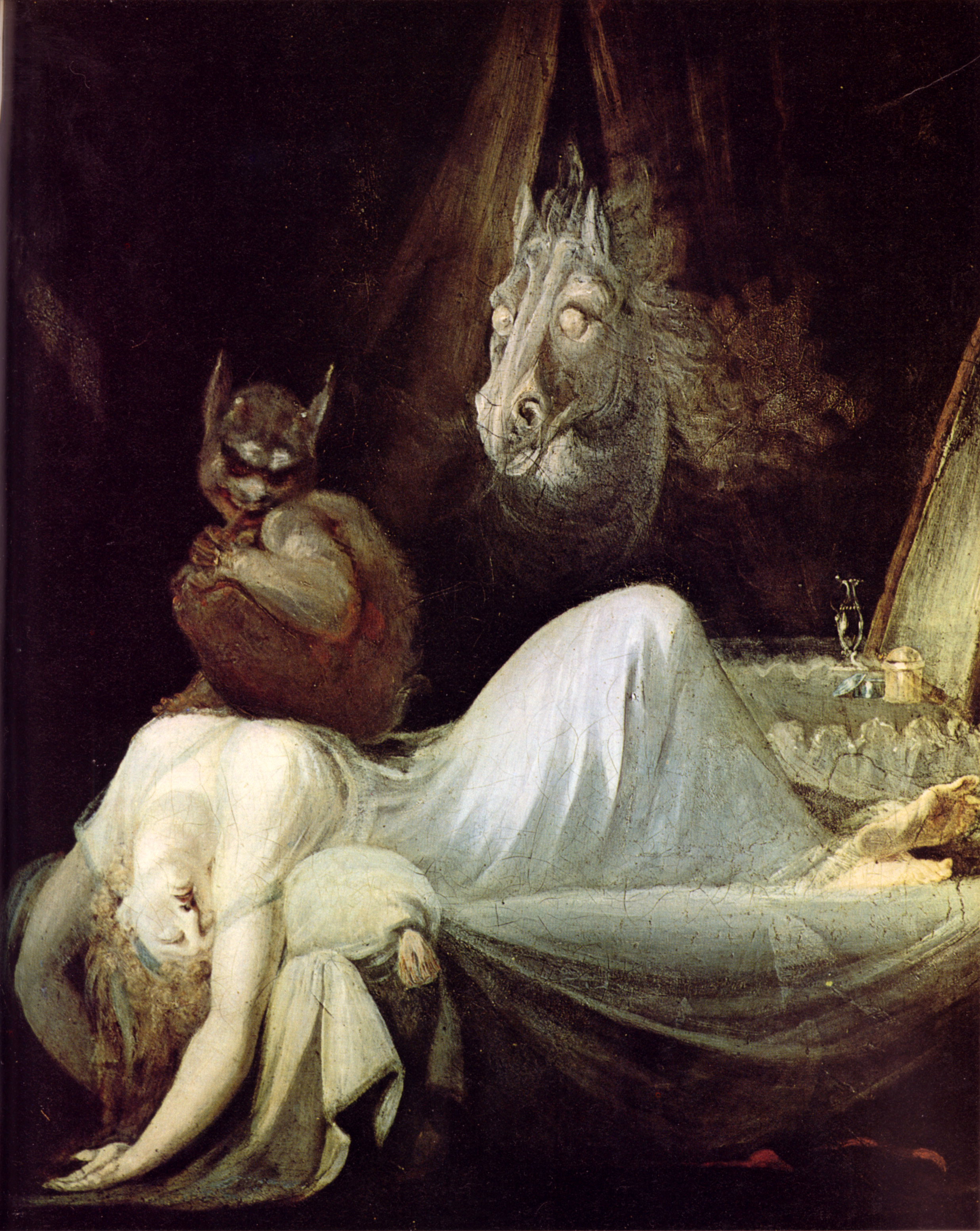
Riproduzione dell'Incubo (1790−1791) di Johann Heinrich Füssli, olio su tela in esposizione a Francoforte

Gli Incubus furono il soggetto di una serie fortunata di oli su tela di Johann Heinrich Füssli, noti come Incubo.

### Letteratura
In Faust Goethe fa apparire Mefistofele con l'aspetto di un cane con un'invocazione che termina con "Incubus! Incubus!".

### Saghe contemporanee
La leggenda è stata ripresa dalla scrittrice Stephenie Meyer per la sua saga di Twilight: nella saga gli Incubi sono vampiri che seducono le donne prima di ucciderle. Dato che in genere si ritiene che la Meyer non si sia sufficientemente documentata e le sue conoscenze siano generiche, non è detto che la fonte diretta sia la mitologia e la leggenda qui citate o piuttosto la letteratura vampiresca (per esempio Carmilla di Sheridan Le Fanu e non solo, in cui di fatto il vampiro che attacca la vittima, donna o bambino, nel sonno, di fatto sta su di lui e gli preme addosso) o viceversa.

### Anime
In Fate/stay night il mago Merlino è figlio di una donna e di un Incubus, dal quale gli derivano i poteri magici e in particolare la chiaroveggenza, nonché l'interesse per l'amore.
Altre apparizioni moderne degli incubi si trovano in vari giochi fantasy come D&D e Magic, in cui assumono però l'aspetto di cavalli diabolici.